# Stefan Kaczmarz
Stefan Kaczmarz (Leópolis, 1895 — 1940) foi um matemático polonês.
Desenvolveu o método de Kaczmarz, para a solução de sistemas de equações lineares. Foi membro da Escola de Matemática de Leópolis.
Foi professor de engenharia mecânica na Universidade Politécnica de Leópolis, onde trabalhou com Stefan Banach.
Após a invasão da Polônia pelas tropas soviéticas em 1939, foi preso pelo NKVD, foi morto no massacre de Katyn, em 1940.